# Neomochtherus californicus
Neomochtherus californicus là một loài ruồi trong họ Asilidae. Neomochtherus californicus được Hine miêu tả năm 1909.